# Джейсон Ґейлс
Джейсон Ґейлс (англ. Jason Gailes, 28 березня 1970) — американський академічний веслувальник.
Срібний призер Олімпійських Ігор 1996 року в складі парної четвірки.